# Char M22 Locust
Le Char M22 Locust (ou Light Tank (Airborne) M22) est un char américain léger transportable par avion utilisé pendant la Seconde Guerre mondiale. Les Britanniques les désignèrent Locust (sauterelle).

## Design

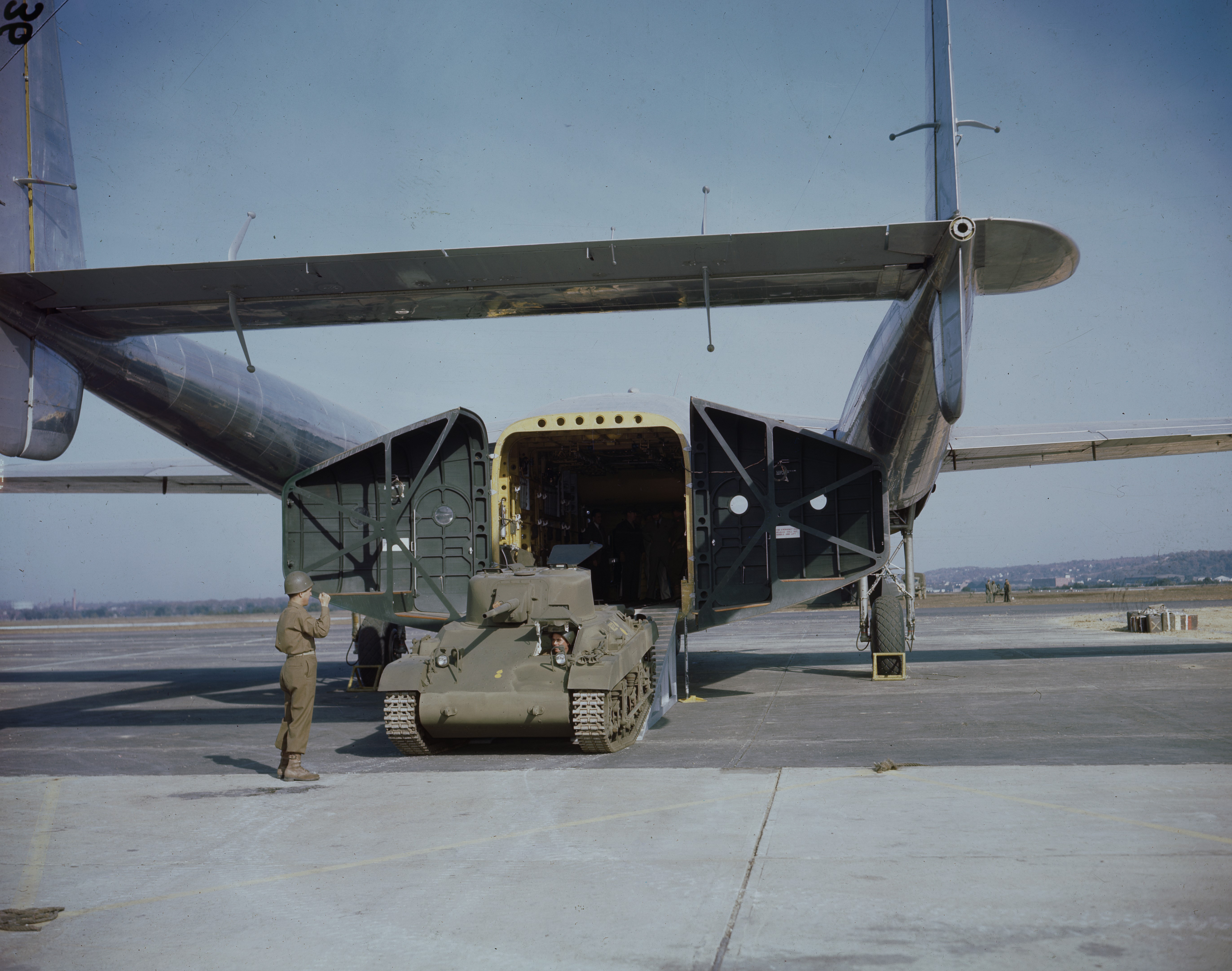
Un M22 sortant d'un Fairchild C-82 Packet.

L'équipage de trois hommes était constitué d’un chef de char-chargeur et d’un canonnier dans la tourelle, ainsi que d’un conducteur dans la coque. Le véhicule possédait un faible blindage, environ 25 mm au maximum à l'avant de la coque et de la tourelle. L'armement principal était constitué d’un canon de 37 mm modèle M6 et d’une mitrailleuse coaxiale de 7,62 mm. L’élévation de ces armes pouvait varier de -10° à +30°. Les équipages emportaient généralement des armes légères portatives tels que des carabines M1 ou des pistolets mitrailleurs M3.
Le moteur se situait à l’arrière du char, c’était un Lycoming 0-435-T 6 cylindres à plat fonctionnant à l’essence, refroidi par air, accouplé à une boite 4 vitesses avec un différentiel situé à l’avant du char.
Le véhicule était équipé de quatre crochets pour être suspendu à un avion, ceux-ci étaient placés de chaque côté de la coque, derrière les boggies de suspensions.

## Histoire
Les spécifications originales pour un char léger transportable par air furent publiées en mai 1941, avec comme principale recommandation, une masse maximale opérationnelle de huit tonnes. Trois compagnies furent appelées à répondre à l’appel d’offres : Christie, GMC et Marmon-Herrington. Le projet de cette dernière entreprise fut retenu et fut désigné T9. Après que les premiers véhicules furent livrés vers la fin de 1941, il s’avéra que le char était trop lourd. Un certain nombre de changements durent être réalisés, comme rendre la tourelle démontable et enlever les systèmes de stabilisation et de puissance transversale du canon. Le véhicule résultant fut renommé T9E1.
Ainsi ces derniers pouvaient être aisément transportables par les Douglas C-54 Skymaster, avec la tourelle dans le fuselage et la coque accrochée sous les ailes de l’avion. Les Britanniques disposaient du planeur Hamilcar qui était assez grand pour porter le M22 prêt pour la bataille. Sur les 1 900 M22 commandés, seulement 830 furent livrés avant l'annulation du contrat.

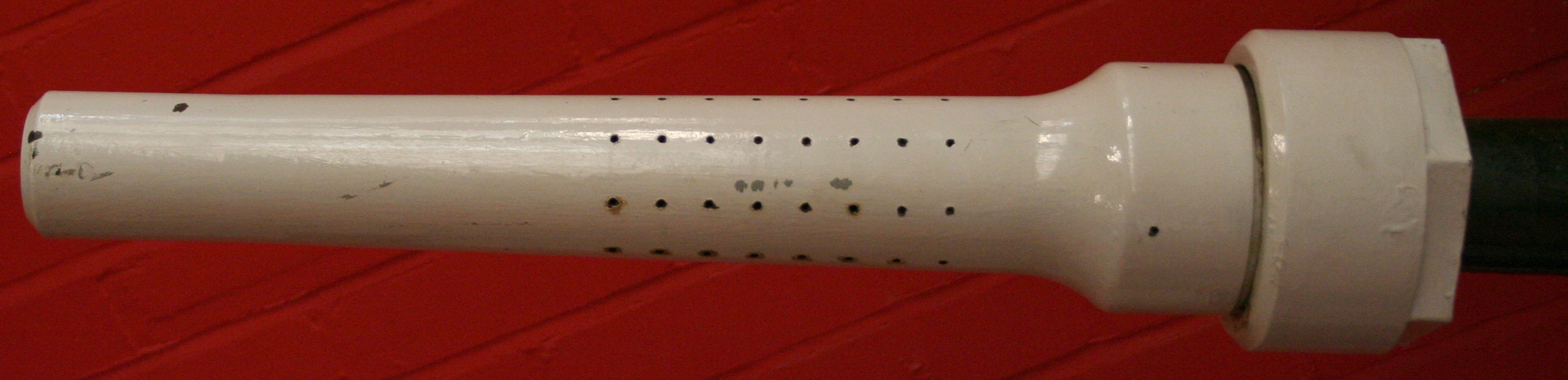
Adaptateur Littlejohn.

Certains M22 reçurent un adaptateur Littlejohn : ce réducteur de calibre améliorait la vélocité des projectiles tirés par le canon.
La 6th Airborne Division britannique utilisa des M22 en mars 1945 au cours du franchissement du Rhin pendant l’Opération Varsity où deux furent détruits pendant l'atterrissage, tandis que sur les six autres qui ont réussi à atterrir un a été détruit par une arme antichar en appuyant des éléments de la 17e division aéroportée américaine, et un autre est tombé en panne alors qu'il tirait une jeep d'un planeur abattu. Après la guerre, plusieurs Locust furent cédés à l’Égypte qui les utilisa jusqu’en 1956 et notamment pendant la Guerre israélo-arabe de 1948-1949. Certains chars furent capturés par la force de défense israélienne, trois d’entre eux furent utilisés par les israéliens et retirés du service en 1952.